# LDA (Sänger)

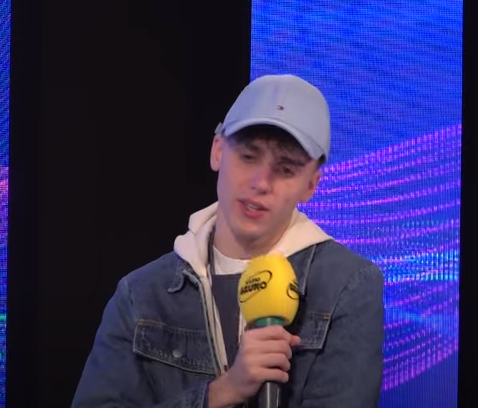
LDA, 2023

LDA (* 27. März 2003 als Luca D’Alessio in Neapel) ist ein italienischer Popsänger.

## Werdegang
LDA ist der zweite Sohn des Sängers Gigi D’Alessio. Er begann seine eigene musikalische Karriere 2017 mit der Veröffentlichung des Liedes Resta. 2020 war er auf zwei Titeln des Albums Buongiorno seines Vaters zu hören. Schließlich nahm er an der 21. Staffel der Castingshow Amici di Maria De Filippi teil, in deren Verlauf er mit dem Lied Quello che fa male auf sich aufmerksam machte. Nach dem Ausscheiden aus Amici veröffentlichte er 2022 sein Debütalbum LDA, das Platz drei der italienischen Charts erreichte.
Mit dem Lied Se poi domani nahm LDA am Sanremo-Festival 2023 teil. Zur zweiten Staffel der italienischen Netflixserie DI4RIES steuerte er außerdem den Titelsong Castello di sabbia bei.

## Diskografie

### EPs
| Jahr | Titel Musiklabel                                 | Höchstplatzierung, Gesamtwochen, AuszeichnungChartsChartplatzierungen (Jahr, Titel, Musiklabel, Platzierungen, Wochen, Auszeichnungen, Anmerkungen) | Anmerkungen                            |
| Jahr | Titel Musiklabel                                 | IT | Anmerkungen                            |
| ---- | ------------------------------------------------ | --- | -------------------------------------- |
| 2022 | LDA Columbia Records / Sony Music                | IT3 (11 Wo.)IT | Erstveröffentlichung: 13. Mai 2022     |
| 2023 | Quello che fa bene Columbia Records / Sony Music | IT16 (3 Wo.)IT | Erstveröffentlichung: 17. Februar 2022 |

### Singles
| Jahr | Titel Album                      | Höchstplatzierung, Gesamtwochen, AuszeichnungChartsChartplatzierungen (Jahr, Titel, Album, Platzierungen, Wochen, Auszeichnungen, Anmerkungen) | Anmerkungen |
| Jahr | Titel Album                      | IT | Anmerkungen |
| ---- | -------------------------------- | --- | --- |
| 2020 | Buongiorno                       | IT44 Gold · (4 Wo.)IT | Gigi D’Alessio feat. Vale Lambo, MV Killa, LDA, Franco Ricciardi, Lele Blade, Enzo Dong, Clementino, Geolier, Samurai Jay Verkäufe: + 35.000 |
| 2021 | Quello che fa male LDA           | IT14 Platin · (24 Wo.)IT | Verkäufe: + 70.000 |
| 2022 | Bandana LDA                      | IT55 Gold · (10 Wo.)IT | Erstveröffentlichung: 25. April 2022 Verkäufe: + 50.000                                                                                      |
| 2023 | Se poi domani Quello che fa bene | IT23 Gold · (8 Wo.)IT | Erstveröffentlichung: 9. Februar 2023 Beitrag für das Sanremo-Festival 2023 Verkäufe: + 50.000                                               |

## Belege
1. ↑  Emanuela Italia: Chi è "LDA" Luca D'Alessio a Sanremo? Età, Altezza, Figlio Gigi, Fidanzata e Amici | Chiecosa. In: ChieCosa.it. 11. Februar 2023, abgerufen am 13. Februar 2023 (italienisch).
2. ↑  Giulia Turco: Chi è LDA, nome d’arte di Luca D’Alessio: il successo del figlio di Gigi D’Alessio dopo Amici 21. In: Fanpage.it. 14. Juni 2022, abgerufen am 30. September 2022 (italienisch).
3. ↑  Claudio Cabona: Sanremo 2023: i titoli delle canzoni in gara. In: Rockol.it. 16. Dezember 2022, abgerufen am 18. Januar 2023 (italienisch).
4. ↑  LDA - Castello Di Sabbia (Main Theme from the Netflix Series "DI4RI") auf youtube.com, vom 8. September 2023, abgerufen am 11. Oktober 2023
5. ↑  Alben von LDA. In: italiancharts.com. Hung Medien, abgerufen am 30. September 2022.
6. ↑  Archivio classifiche Top Singoli. FIMI, abgerufen am 30. September 2022 (italienisch).
7. 1 2 3 4  Certificazioni. FIMI, abgerufen am 30. September 2022 (italienisch).

| Personendaten    | Personendaten                 |
| ---------------- | ----------------------------- |
| NAME             | LDA                           |
| ALTERNATIVNAMEN  | D’Alessio, Luca (Geburtsname) |
| KURZBESCHREIBUNG | italienischer Popsänger       |
| GEBURTSDATUM     | 27. März 2003                 |
| GEBURTSORT       | Neapel                        |